# Downtown Majestic
El Downtown Majestic (nombre con el que antes se le conocía) es un centro de eventos culturales, musicales o pedagógicos y reuniones que cuenta con las instalaciones equipadas con tecnología de punta, calidad, planeación y talento humano capacitado para satisfacer las necesidades de los asistentes.
Es un patrimonio histórico de la ciudad de Bogotá, construido en 1938, en un principio se llamaba Teatro Mogador, y desde el 2007 se empezó a llamar Downtown Majestic, y ha sido adecuado de manera específica para recibir eventos de manera masiva. demás cuenta con taquilla para eventos, teléfonos, camerinos, barras de comida, baños, palcos privados e ingresos dependientes.
Durante el año 2016 fue remodelado y para el 2017 se empezó a llamar Auditorio Mayor Cun.

## Eventos
Hoy en día este complejo es más utilizado para organizar conciertos debido a la versatilidad del lugar. Entre los artistas que se han presentado en este recinto se encuentran:
| Artista                                                                                                   | Fecha                    |
| --- | ------------------------ |
| 1280 Almas                                                                                                | 7 de diciembre de 2004   |
| Hatebreed, Agnostic Front, Zona Cero, Raíz y Ataque En Contra                                             | 31 de julio de 2005      |
| Napalm Death y Masacre                                                                                    | 2 de noviembre de 2005   |
| Todos Tus Muertos                                                                                         | 23 de septiembre de 2006 |
| Dark Funeral, Torture Squad, Mysticism, Soulburner y Luciferian                                           | 5 de octubre de 2006     |
| Voodoo Glow Skulls                                                                                        | 12 de noviembre de 2006  |
| Dolores O'Riordan                                                                                         | 30 de agosto de 2007     |
| Exodus, Overkill, Perpetual Witness y Victimized                                                          | 30 de octubre de 2007    |
| Cultura Profética                                                                                         | 10 de noviembre de 2007  |
| Toto | 16 de noviembre de 2007  |
| The Black Dahlia Murder, Hellbitches, Holy Shit y Cuentos de Los hermanos Grind                           | 3 de abril de 2008       |
| Obituary y Vitam Et Mortem                                                                                | 26 de abril de 2008      |
| Cultura Profética                                                                                         | 30 de abril de 2008      |
| Calle 13                                                                                                  | 9 de mayo de 2008        |
| Miranda!                                                                                                  | 19 de julio de 2008      |
| Tarja Turunen                                                                                             | 20 de agosto de 2008     |
| Sodom, Ursus y Cobra                                                                                      | 6 de septiembre de 2008  |
| Epica | 13 de septiembre de 2008 |
| Ratt | 30 de octubre de 2008    |
| Morbid Angel                                                                                              | 1 de marzo de 2009       |
| Emir Kusturica and the No Smoking Orchestra                                                               | 27 de marzo de 2009      |
| DragonForce y Thunderblast                                                                                | 19 de mayo de 2009       |
| Kreator, Exodus, Witchtrap, Darkness y Sagros                                                             | 11 de octubre de 2009    |
| Bunbury                                                                                                   | 15-16 de octubre de 2009 |
| El Gran Combo de Puerto Rico                                                                              | 27 de marzo de 2010      |
| Gamma Ray                                                                                                 | 30 de abril de 2010      |
| Lacuna Coil, Inri y Voltsender                                                                            | 12 de junio de 2010      |
| Angra | 27 de junio de 2010      |
| Switchfoot                                                                                                | 11 de septiembre de 2010 |
| Lacrimosa                                                                                                 | 7 de octubre de 2010     |
| Therion                                                                                                   | 9 de octubre de 2010     |
| Belle and Sebastian                                                                                       | 19 de noviembre de 2010  |
| Disturbed y Stayway                                                                                       | 21 de agosto de 2011     |
| Bullet for My Valentine y The Ikarus Falling                                                              | 26 de noviembre de 2011  |
| Fito Páez                                                                                                 | 7-8 de diciembre de 2011 |
| Epica | 22 de septiembre de 2012 |
| Enanitos Verdes y Jorge González                                                                          | 28 de septiembre de 2012 |
| Rata Blanca y Albatroz                                                                                    | 18 de octubre de 2012    |
| Simple Plan                                                                                               | 26 de octubre de 2012    |
| Mägo de Oz                                                                                                | 2 de marzo de 2013       |
| Stratovarius y Albatroz                                                                                   | 26 de mayo de 2013       |
| Helloween y Gamma Ray                                                                                     | 28 de noviembre de 2013  |
| Los toreros muertos y Los de Adentro                                                                      | 30 de mayo de 2014       |
| El Gran Combo de Puerto Rico, Richie Ray y Bobby Cruz                                                     | 4 de octubre de 2014     |
| Within Temptation                                                                                         | 23 de noviembre de 2014  |
| Sick of It All, Hundreth, Rencilla y Última Víctima                                                       | 8 de marzo de 2015       |
| Gondwana                                                                                                  | 2 de octubre de 2015     |
| Ali A.K.A. Mind, Alcolirykoz, Akapellah, Lil Supa, Gera MxM, Norick, Circo la Nación, Aerstame y Portavoz | 29 de enero de 2017      |
| aterciopelados, Superlitio y Salsa N´ Groove                                                              | 6 de mayo de 2017        |
| El Cuarteto de Nos y Telebit                                                                              | 17 de septiembre de 2017 |
| In Flames, Kontragolpe y Athica                                                                           | 15 de octubre de 2017    |
| Zakk Sabbath y The Black Cat Bone                                                                         | 21 de noviembre de 2017  |
| La-33 y Mauro Castillo                                                                                    | 10 de marzo de 2018      |
| Rata Blanca, Kraken y Mankind                                                                             | 6 de abril de 2018       |
| Cannibal Corpse, Napalm Death y Threshold End                                                             | 29 de septiembre de 2018 |
| Don Tetto                                                                                                 | 19,20 de mayo de 2023    |